# گو (شاهنامه)

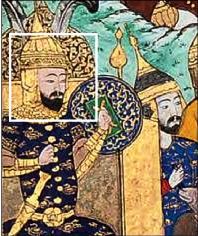
نگاره گو در شاهنامه تهماسبی

گُوْ (Gov) در شاهنامه نام پسر جمهور شاه  ِهند است. گو چون بالید و به سنّ جوانی رسید، خود را شایستهٔ پادشاهی دانست و به همین سبب میان او و برادرش طلخند اختلاف و جنگ درگرفت.
گو خواهان آشتی با برادرش طلخند بود، امّا وی نپذیرفت و به جنگ ادامه داد تا در میانهٔ نبرد، بر پیل جان سپُرد و گو نگران شد که چگونه این خبر  ِشوم را با مادرشان بازگوید.
سرانجام، گو چاره‌ای اندیشید و بزرگان قوم خویش را بر آن داشت تا صحنهٔ کارزار  ِاو و برادرش (گو  و طلخند) را بر تختهٔ شطرنج بیارایند و این صحنه را به مادر بنمایانند و نشان دهند تا مادر از چگونگی مرگ ِتلخند آگاه گردد.
مادر، به تماشای شطرنج مشغول شد و بوسیلهٔ آن دانست که فرزندش طلخند، بر پُشت  ِپیل و بدون هیچ زخمی بر بدنش درگذشته‌است.
بدین ترتیب مادر از بابت ِمرگ طلخند، آسوده خاطر گشت و از دیگر پسرش، یعنی گُو خرسند و راضی گردید و از آن پس به بازی شطرنج پرداخت و خود پیوسته با شطرنج سرگرم بود.
فردوسی در شاهنامهٔ خویش از گو چنین نام برده‌است:
| نهادند در گلشن سور، خوان |  | به گو گفت: رو رومیان را بخوان |